# 爆走デコトラ伝説2〜男人生夢一路〜 オリジナルサウンドトラック
『爆走デコトラ伝説2〜男人生夢一路〜 オリジナルサウンドトラック』（ばくそうデコトラでんせつ2 おとこじんせいゆめいちろ～）は、PlayStation専用ソフトウェア「爆走デコトラ伝説2 男人生夢一路」の挿入歌を収録したサウンドトラックである。2000年1月21日に日本クラウンより発売された。

## 解説
ゲーム内で使用された演歌等の挿入BGMを全19曲収録。歌唱は北島三郎・山本譲二・小金沢昇司・和田青児・原田悠里・谷沢広美（現:山口ひろみ）の6名、作曲は志倉千代丸・馬場孝幸他が担当。

## 収録曲
1. 男人生夢一路 - オープニングテーマ
  - 作詞・作曲・編曲:志倉千代丸 / 歌:小金沢昇司・和田青児
2. いとしき小樽の恋人よ
  - 作詞・作曲・編曲:志倉千代丸 / 歌:小金沢昇司
3. 粋
  - 作詞・作曲・編曲:志倉千代丸 / 歌:和田青児
4. 船団一派
  - 作詞・作曲・編曲:志倉千代丸 / 歌:小金沢昇司
5. あなた色に咲く花
  - 作詞:麻こよみ / 作曲:志倉千代丸 / 編曲:吉原かつみ / 歌:原田悠里
6. 恋ゆらり
  - 作詞:森林檎 / 作曲・編曲:志倉千代丸 / 歌:谷沢広美
7. 流れ星の男 - 全国制覇オープニングテーマ
  - 作詞・作曲・編曲:志倉千代丸 / 歌:和田青児 / 語り:ユースケ・サンタマリア
8. あいたくて
  - 作詞:森林檎 / 作曲・編曲:志倉千代丸 / 歌:原田悠里・谷沢広美
9. 真
  - 作詞・作曲:志倉千代丸 / 編曲:吉原かつみ / 歌:小金沢昇司
10. 男と女の迷い道
  - 作詞:麻こよみ・志倉千代丸 / 作曲:志倉千代丸 / 編曲:吉原かつみ / 歌:小金沢昇司・原田悠里
11. 夢ひとつ
  - 作詞:森林檎 / 作曲:志倉千代丸 / 編曲:吉原かつみ / 歌:小金沢昇司
12. 北の漁場
  - 作詞:新條カオル / 作曲:桜田誠一 / 編曲:斉藤恒夫 / 歌:北島三郎
13. 男一匹夢街道[注 1] - トラッカー劇場オープニングテーマ
  - 作詞・作曲・編曲:志倉千代丸 / 歌:和田青児
14. 逢えない夜
  - 作詞:麻こよみ / 作曲:志倉千代丸 / 編曲:吉原かつみ / 歌:原田悠里
15. けた外れ人生
  - 作詞:きさらぎそら / 作曲:馬場孝幸 / 編曲:吉原かつみ / 歌:和田青児
16. 恋はいつでも
  - 作詞:きさらぎそら / 作曲・編曲:DERAH / 歌:谷沢広美
17. 夢追川
  - 作詞:きさらぎそら / 作曲・編曲:DERAH / 歌:谷沢広美
18. みちのくひとり旅
  - 作詞:市場馨 / 作曲:三島大輔 / 編曲:斉藤恒夫 / 歌:山本譲二
19. 流れ星の女 - エンディングテーマ
  - 作詞・作曲:志倉千代丸 / 編曲:並木晃一 / 歌:原田悠里